# Capitolio del Estado de Arkansas
El Capitolio del Estado de Arkansas, ubicado en Little Rock, es la sede de la Asamblea General del estado de Arkansas.

## Historia
En 1899, el arquitecto  de San Luis, George R. Mann visitó al gobernador de Arkansas Daniel W. Jones, y presentó sus dibujos de su concurso de diseño ganador para el Capitolio del Estado de Montana, que no se había construido. Estos fueron colgados en las paredes del antiguo Capitolio para generar interés en un nuevo edificio. El atractivo de los dibujos facilitó la aprobación de los proyectos de ley pidiendo la creación de nuevos, y también llamó la atención sobre el arquitecto. En 1899, Mann fue seleccionado como el arquitecto de una comisión de siete miembros, que incluía el futuro gobernador George W. Donaghey. Donaghey oposición selección de Mann y abogó por un concurso de diseño nacional, pero la mayoría de la comisión votaron a favor de Mann.
La construcción tomó 16 años  (desde 1899 hasta 1915). El Capitolio fue construido en el sitio de la penitenciaría del estado y los presos ayudaron a construir el edificio. Ellos vivían en un dormitorio que quedaba en los terrenos del Capitolio mientras que la construcción se llevaba a cabo.